# Horacio Amable Torres
Horacio Amable Torres (nacido c. 1927, fallecido el 25 de febrero de 2017) fue un futbolista y entrenador argentino de fútbol que dirigió a la selección de su país en 1963, mientras también dirigía al Club Atlético Chacarita. Al asumir el cargo de entrenador de la selección con 36 años, era la persona más joven que lo había hecho hasta entonces.
Asumió luego de que Osvaldo Zubeldía rechazara la oferta. En una entrevista con El Gráfico declaró: Alguien tenía que tomar el mando del equipo nacional. Además, me agrada el plantel. Son casi todos jóvenes que quieren llegar. Es un equipo modesto. Empezando por el entrenador. Faltaban solamente 16 días para que comenzara el Campeonato Sudamericano 1963 celebrado en Bolivia, en el que obtuvo el tercer lugar. Luego dirigió también la Copa Roca 1963 en la que perdió con el Brasil de Pelé a pesar de haber ganado el primer partido. En total dirigió la selección ocho encuentros, de los cuales ganó cuatro, empató uno y perdió tres.
Como futbolista jugaba como volante.
 Hizo las inferiores en Chacarita, donde debutó en Primera en 1948 y jugó hasta 1950. Luego pasó por Almagro, Sarmiento, Quilmes y Almirante Brown.
En su época en Sarmiento de Junín actuó en el último tiempo como jugador-entrenador. Luego dirigió a Chacarita en Primera División.
Como entrenador dirigió en el ascenso a San Telmo, Deportivo Español y Nueva Chicago y, en Primera División, a Chacarita, Atlanta y Gimnasia y Esgrima La Plata.
Su hijo, Eduardo Horacio Torres, también fue futbolista y jugó para el Club Atlético San Telmo.
En su vejez padeció alzhéimer. Falleció en 2017, a los 90 años.